# Лопере
Лопере (фр. Loperhet) — коммуна на северо-западе Франции, находится в регионе Бретань, департамент Финистер, округ Брест, кантон Пон-де-Бюи-ле-Кемерш. Расположена в 16 км к востоку от Бреста, выходит на  восточный берег рейда Бреста. Через территорию коммуны проходит национальная автомагистраль N165. 
Население (2019) — 3 910 человек. 

## Достопримечательности
- Приходская церковь Святой Бригитты последней четверти XIX века, построенная на месте церкви XVI века
- Фонтан Святой Бригитты
- Шато Кераншоа 1840 года в стиле неоклассицизма

## Экономика
Структура занятости населения:
- сельское хозяйство — 7,6 %
- промышленность — 1,9 %
- строительство — 11,5 %
- торговля, транспорт и сфера услуг — 16,7 %
- государственные и муниципальные службы — 62,3 %

Уровень безработицы (2018) — 7,5 % (Франция в целом —  13,4 %, департамент Финистер — 12,1 %). 

Среднегодовой доход на 1 человека, евро (2018) — 24 880 (Франция в целом — 21 730, департамент Финистер — 21 970).

## Демография
Динамика численности населения, чел.

## Администрация
Пост мэра Лопере с 2020 года занимает Натали Годе (Nathalie Godet). На муниципальных выборах 2020 года возглавляемый ею независимый список победил в 1-м туре, получив 55,40 % голосов.
| Период | Период | Фамилия         | Партия                  | Примечания                                   |
| ------ | ------ | --------------- | ----------------------- | -------------------------------------------- |
| 1983   | 1995   | Кристиан Корнек |                         | врач                                         |
| 1995   | 2001   | Жерар Гуэ       |                         |                                              |
| 2001   | 2014   | Франсуа Коллек  | Социалистическая партия | директор по эксплуатации гражданской авиации |
| 2014   | 2020   | Жан-Поль Морван | Социалистическая партия | пенсионер                                    |
| 2020   |        | Жерар Гуэ       | Разные правые           | работник администрации больницы              |